# Raymond Zembri
Raymond Zembri (né le 26 décembre 1948 à Marseille) est un athlète français, spécialiste des courses de fond. 

## Biographie
Il remporte un titre de champion de France sur 5 000 m en 1972. 
Il participe aux Jeux olympiques d'été de 1972 (5 000 m) et s'incline dès les séries.